# E᷅
Cette page contient des caractères spéciaux ou non latins. S’ils s’affichent mal (▯, ?, etc.), consultez la page d’aide Unicode.
E᷅, appelé E grave-macron, est un graphème utilisé dans les écritures du bete-bendi.
Il s'agit de la lettre E diacritée d'un grave-macron.

## Représentations informatiques
Le E grave-macron peut être représenté avec les caractères Unicode suivants :
- décomposé (latin de base, diacritiques)[1],[2] :

| formes    | représentations | chaînes de caractères | points de code | descriptions                                       |
| --------- | --------------- | --------------------- | -------------- | -------------------------------------------------- |
| capitale  | E᷅               | E◌᷅                    | U+0045 U+1DC5  | lettre majuscule latine e diacritique grave-macron |
| minuscule | e᷅               | e◌᷅                    | U+0065 U+1DC5  | lettre minuscule latine e diacritique grave-macron |